# Provita Holding
Die Provita Holding AG (vormals Sulzer-Krankenkasse) mit Sitz in Winterthur war eine von 1845 bis 2011 existierende auf Krankenversicherung spezialisierte Schweizer Versicherungsgesellschaft. Ihr Kerngeschäft bildete die Grundversicherung nach dem Krankenversicherungsgesetz sowie Zusatzversicherungen. Die Provita-Gruppe zählte Anfangs 2011 rund 54'000 Versicherte und erzielte mit 60 Mitarbeitern Prämieneinnahmen von 169,0 Millionen Schweizer Franken und erbrachte Versicherungsleistungen in der Höhe von 162 Millionen Schweizer Franken.

## Tätigkeitsgebiet
Der Konzern verfügt über eine Holdingstruktur und umfasst zwei operativ tätige Tochtergesellschaften. Die Provita Holding ihrerseits befindet sich vollständig im Besitz des Vereins Provita Gesundheitsversicherung. Für die Durchführung der Kranken- und Unfallversicherung gemäss dem Krankenversicherungsgesetz ist die Provita Gesundheitsversicherung AG zuständig, für die Zusatzversicherungen gemäss Versicherungsvertragsgesetz die Provag Versicherungen AG. Die Grundversicherung nach dem Krankenversicherungsgesetz bildet mit einem Anteil von rund 85 Prozent der gesamten Prämieneinnahmen das eigentliche Hauptgeschäft.   

## Geschichte
Das Unternehmen wurde am 24. November 1845 als Krankenunterstützungsverein des Winterthurer Industriekonzerns Sulzer gegründet. Später entwickelte sich der Verein zu einer eigentlichen Betriebskrankenkasse. Diese versicherte mit der Zeit auch die Familien der Sulzer-Mitarbeiter sowie externe Personen. Mitte der 1990er Jahre hatte der grösste Teil der Versicherten keinen eigentlichen Bezug zum Sulzer-Konzern, was im Herbst 1997 zur Namensänderung der rechtlich und finanziell schon immer vom Sulzer-Konzern unabhängigen Krankenkasse in Provita Gesundheitsversicherung führte. Im Zuge einer Strukturreform gab der Verein Provita Gesundheitsversicherung auf den 1. Januar 2004 das bis dahin bei ihm angesiedelte operative Versicherungsgeschäft an zwei eigene Tochtergesellschaften ab und konzentriert sich seither auf die aktienrechtliche Kontrolle der Gruppe.
2012 wurde die Provita von der Swica übernommen.